# Bulbul-de-peito-escamoso
Bulbul-de-peito-escamoso (Ixodia squamata) é uma espécie de ave da família Pycnonotidae. Pode ser encontrada nos seguintes países: Brunei, Indonésia, Malásia, Mianmar e Tailândia. Os seus habitats naturais são: florestas subtropicais ou tropicais húmidas de baixa altitude. Está ameaçada por perda de habitat.